# 3266 Bernardus
3266 Bernardus (1978 PA) là một tiểu hành tinh vành đai chính bên trong được phát hiện ngày 11 tháng 8 năm 1978 bởi Schuster, H.-E. ở La Silla.